# 90 років утворення Західно-Української Народної Республіки (монета)
«90 ро́ків утво́рення За́хідно-Украї́нської Наро́дної Респу́бліки» — ювілейна монета номіналом 2 гривні, випущена Національним банком України, присвячена українській державі, створеній на західноукраїнських землях після розпаду Австро-Угорської імперії, у складі якої перебувала значна частина українських земель — Галичина, Буковина і Закарпаття. 9 листопада 1918 року було сформовано уряд — Державний Секретаріат ЗУНР.
Монету введено в обіг 3 листопада 2008 року. Вона належить до серії «Відродження української державності».

## Опис монети та характеристики
| Номінал грн. | Метал      | Маса, г | Діаметр, мм | Якість виготовлення       | Гурт     | Тираж, штук |
| ------------ | ---------- | ------- | ----------- | ------------------------- | -------- | ----------- |
| 2            | нейзильбер | 12,8    | 31,0        | спеціальний анциркулейтед | рифлений | 35 000      |

### Аверс
На аверсі монети на тлі прапора розміщено: угорі півколом напис «НАЦІОНАЛЬНИЙ БАНК УКРАЇНИ», під яким — малий Державний Герб України, номінал монети — «2/ГРИВНІ», ліворуч — лев (із герба ЗУНР), унизу між фрагментами декоративного орнаменту рік карбування монети «2008» і логотип Монетного двору Національного банку України.

### Реверс

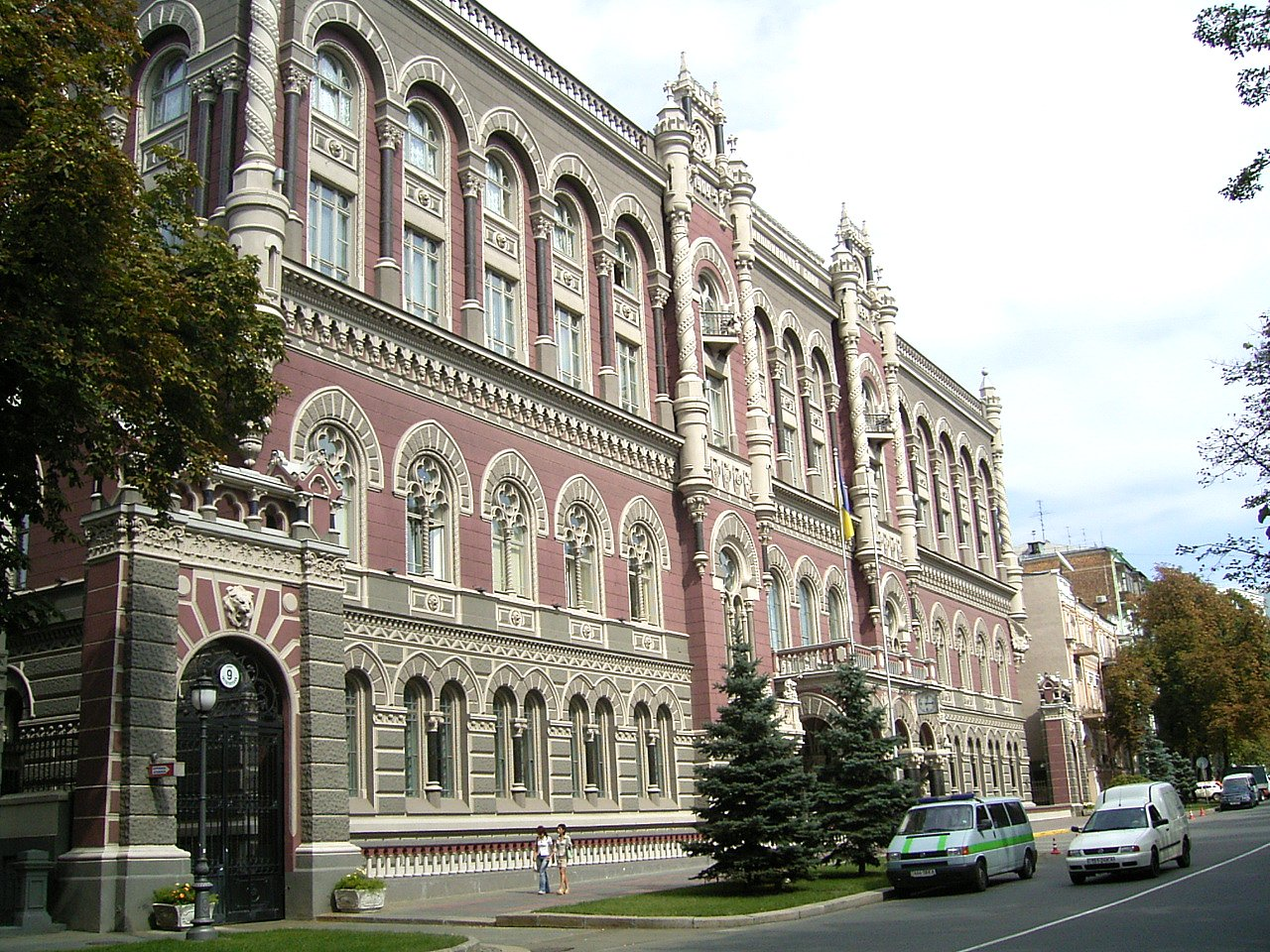
Будівля Національного банку України

На реверсі монети зображено групу січових стрільців під стягом і розміщено напис — «90 РОКІВ УТВОРЕННЯ» (півколом) «ЗУНР».

## Автори
- Художники: Таран Володимир, Харук Олександр, Харук Сергій.
- Скульптори: Дем'яненко Анатолій, Атаманчук Володимир.

## Вартість монети
Ціна монети — 22 гривні, була вказана на сайті Національного банку України у 2016 році.
Фактична приблизна вартість монети з роками змінювалася так:
| Рік        | 2010 | 2011 | 2012 | 2013 | 2014 | 2015 | 2016 | 2017 | 2018 | 2019 | 2020 | 2021 | 2022 | 2023 | 2024 | 2025 |
| ---------- | ---- | ---- | ---- | ---- | ---- | ---- | ---- | ---- | ---- | ---- | ---- | ---- | ---- | ---- | ---- | ---- |
| Ціна, грн. | 17   | 20   | 20   | 25   | 27   | 35   | 40   | 50   | 60   | 70   | 70   | 80   | 85   | 160  | 200  | 240  |